# Морозова-Тарасова Лариса Всеволодівна
Лариса Всеволодівна Морозова-Тарасова (18  серпня 1931 року, Харків, УРСР, СРСР — 10 лютого 2020 року, Харків, Україна) — відома українська оперна співачка, Заслужена артистка УРСР, викладач, вокальний педагог, доцент Харківського національного університету мистецтв імені І. П. Котляревського.

## Життєпис
Народилась в сім'ї відомої харківської оперної співачки Морозової Катерини Олексіївни (1908—1973). У роки ІІ Світової війни перебувала в окупованому Харкові. Випускниця Дитячої музичної школи № 1 ім. Л. Бетховена 1947 року (фортепіано, клас доцента Г. К. Степанової). Після закінчення її 7 класу навчалась у Харківській середній спеціалізованій музичній школі інтернаті та Харківській консерваторії. В 1956 році закінчила історико-теоретичний факультет (клас професора М. Д. Тіца), в 1957 році — вокальний факультет консерваторії.(клас Г. С. Селюк-Лапіної). Після закінчення консерваторії стала солісткою Харківського театру опери та балету (лірико-колоратурне сопрано). З 1957 по 1986 рік з успіхом виконувала головні партії ліричного та комедійного плану, а також значний камерний репертуар. З 1986 по 2013 рік працювала доцентом кафедри сольного співу та оперної підготовки Національного університету мистецтв імені І. П. Котляревського.
Підготувала понад 50 випускників, серед них лауреати й дипломанти вокальних конкурсів І. Мисько, Н. Заїка, Е. Сарихалілова, О. Коляда.
Пішла з життя 10 лютого 2020 року внаслідок важкої хвороби серця. Похована в Харкові.

## Основні вокальні партії
Наталка («Наталка Полтавка» М. Лисенка), Оксана («Запорожець за Дунаєм» С. Гулака-Артемовського), Галя («Назар Стодоля» К. Данькевича), Людмила («Руслан і Людмила» М. Глінки), Царівна Лебідь («Казка про царя Салтана» М. Римського-Корсакова), Аїда, Дездемона («Аїда», «Отелло» Дж. Верді), Недда («Паяци» Р. Леонкавалло) .
Згадки щодо успіхів молодої солістки ХАТОБ у партіях Ніни «Маскарад», Лушки «Назар Стодоля», Дездемони «Отелло», Мімі «Богема» наводятся на сторінках монографії Милославського К. Є. та співавторів до 40-річчя заснування театру (1965).

## Публікації щодо вокальної майтерності співачки
- Поет Л. Морозова-Тарасова // Красн. знамя. Харьков. 1964. 22 декабря.
- Попова Л. Радость творчества // Красн. знамя. Харьков. 1974. 24 ноября
- І вірність, і любов: [солістка ХАТОБу Л. В. Морозова-Тарасова] / О. Чепалов // Сільські вісті (Київ). — 1984. — 7 серп.